# Ahle (Bünde)
Ahle ist ein im Westen der Stadt Bünde (Kreis Herford) in Nordrhein-Westfalen gelegener, ländlich geprägter Stadtteil; seine westliche Grenze gegenüber den zur Stadt Melle (Landkreis Osnabrück) gehörenden Stadtteilen Bruchmühlen und Groß Aschen bildet zugleich die Landesgrenze zu Niedersachsen.

## Geschichte
Ahle war bis zur Franzosenzeit eine Bauerschaft in der Vogtei Bünde im Amt Limberg der Grafschaft Ravensberg. Von 1807 bis 1813 gehörte der Ort zum Kanton Bünde, der von 1807 bis 1810 zum Königreich Westphalen und von 1811 bis 1813 zum Kaiserreich Frankreich gehörte. 1815 kam Ahle zur preußischen Provinz Westfalen und darin 1816 zum Kreis Bünde, der 1832 im Kreis Herford aufging. Im Kreis Herford gehörte die Gemeinde Ahle zunächst zum Amt Bünde und seit 1902 zum Amt Ennigloh.
Ahle wurde am 1. Juli 1969 durch das Herford-Gesetz in die Stadt Bünde eingegliedert.

## Religion
Die deutliche Mehrzahl der Einwohner Ahles gehört zur Evangelisch-Lutherischen Kirchengemeinde Holsen-Ahle; die Gottesdienste finden in der an der Stadtteilgrenze zwischen Ahle und Holsen gelegenen Lukaskirche statt. Die Evangelisch-Lutherische Kirchengemeinde Holsen-Ahle wurde am 1. Januar 1926 von der Evangelisch-Lutherischen Kirchengemeinde Bünde abgepfarrt und ist seither eine selbständige Kirchengemeinde im Kirchenkreis Herford der Evangelischen Kirche von Westfalen. Von 1912 bis 1951 wurden die Gottesdienste in einer Notkirche in Holzständerbauweise abgehalten, die von dem in Bethel bei Bielefeld arbeitenden Architekten Karl Siebold (1854–1937) entworfen worden war. Das Kirchengebäude wurde 1952 nach Glandorf im Landkreis Osnabrück (Niedersachsen) verkauft, dort wieder aufgestellt und trägt seither den Namen Kripplein Christi.
Die Einwohner Ahles, die römisch-katholischer Konfession sind, haben ihr gottesdienstliches Zentrum in der Kirche Sankt Michael in Bünde-Holsen; sie gehören als Gemeindeglieder zum Pastoralverbund Bünder Land im Dekanat Herford-Minden des Erzbistums Paderborn.